# Go to Hell, for Heaven's Sake
«Go to Hell, for Heaven's Sake» es una canción de la banda de rock británica Bring Me the Horizon. Fue escrito por el vocalista Oliver Sykes, el guitarrista Lee Malia y el teclista Jordan Fish, fue producido por Terry Date y apareció en el cuarto álbum de estudio Sempiternal. La canción también fue lanzada como tercer sencillo del álbum el 6 de junio de 2013.

## Lanzamiento y promoción
La canción fue lanzada como el tercer sencillo de Sempiternal en un disco de imágenes de 7 el 6 de junio de 2013, respaldado con un remix de la canción producido por Rogue. ClashMusic.com elogió el remix como "el tipo de repaso que' Tendremos parches de bajo radiantes".
Además de Sempiternal, "Go to Hell, for Heaven's Sake" también apareció en el álbum de video debut en vivo de la banda, Live at Wembley de 2015, así como en su segundo, Live at the Royal Albert Hall de 2016.

## Composición
El proceso de composición y grabación de "Go to Hell, for Heaven's Sake" fue ligeramente diferente al enfoque normal adoptado por Bring Me the Horizon: hablando con Sugarscape.com, el bajista Matt Kean recordó que "para este, en lugar de entrar en un espacio para improvisar y tocar las canciones, pregrabamos riffs o partes de teclado... luego, si había una buena parte, la grabábamos directamente en la computadora". Hablando sobre la canción para Metal Hammer en un comentario pista por pista de Sempiternal, el vocalista Oliver Sykes proclamó que la banda "buscaba una canción más rápida y divertida para acelerar el ritmo", calificándola como "probablemente la pista más divertida del CD".
Greg Srisavasdi de Noisecreep afirmó que "Go to Hell, for Heaven's Sake" es "un ataque verbal agresivo contra un destinatario anónimo". Al describir el estilo de la pista, Joe DiVita de Loudwire destacó que "La canción... es un equilibrio de momentos más suaves y momentos de mayor energía, como el coro cargado de ganchos. Los sintetizadores atmosféricos proporcionan una atmósfera sombría a las letras más atrevidas que tratan sobre la pérdida y angustia".

## Video musical
El vídeo musical de "Go to Hell, for Heaven's Sake" fue dirigido por Stuart Birchall y lanzado el 5 de septiembre de 2013. El video muestra a la banda tocando en una capilla junto con imágenes destinadas a ilustrar la letra de la canción, incluidos "columpios vacíos que se balancean hacia adelante y hacia atrás, un alfiler que perfora un muñeco vudú, símbolos religiosos y un cuervo sentado en la rama de un árbol". Joe DiVita de Loudwire elogió la actuación "intensa" de la banda en el vídeo. En agosto se lanzó un video anterior con imágenes de la banda actuando en el Warped Tour 2013.

## Lista de canciones
| N.º | Título                                        | Duración |  |
| 1.  | «Go to Hell, for Heaven's Sake»               | 4:03     |  |
| 2.  | «Go to Hell, for Heaven's Sake» (Rogue remix) | 4:48     |  |